# Kino (gruppo musicale sovietico)
I Kino (in russo Кино?) sono uno dei più influenti e importanti gruppi rock degli anni ottanta in Unione Sovietica. Formato a Leningrado, è stato membro del Leningradskij rok-klub.
La band è stata co-fondata e guidata da Viktor Coj, principale autore dei testi e delle musiche di quasi tutte le canzoni del gruppo. Negli anni ottanta, i loro album venivano diffusi clandestinamente come magnitizdaty attraverso la scena underground sovietica. Coj morì in un incidente stradale nel 1990 e a seguito della sua morte, il gruppo si sciolse dopo aver pubblicato il loro ultimo album, composto da canzoni a cui Coj e il gruppo stavano lavorando nei mesi precedenti. Nel 2012 alcuni membri del gruppo hanno registrato una versione in studio della canzone Ataman utilizzando vecchie registrazioni con la voce di Viktor Coj, e nel 2020 la band si è ufficialmente riunita.
Il gruppo si discostava molto dalla tradizione del rock sovietico; in particolare, al posto delle batterie convenzionali usava spesso delle drum machine. Inizialmente, le canzoni riguardavano la quotidianità degli adolescenti e l'amore, per poi spostarsi sull'eroismo e la protesta uniti a una visione tragica del mondo.
La popolarità dei Kino crebbe costantemente nel corso degli anni e, mentre all'inizio i musicisti sovietici suonavano solo in occasione di concerti in casa e venivano duramente criticati sia dalla stampa ufficiale che da quella underground, alla fine del decennio i loro dischi erano già stati distribuiti in milioni di copie e i concerti venivano organizzati negli stadi gremiti di fan. La band diede origine al fenomeno della cosiddetta "Kinomanija" (Киномания), che si intensificò dopo la tragica morte di Viktor Coj. I luoghi frequentati dall'artista sono visitati da fan provenienti da tutti i Paesi post-sovietici. A Mosca, sul Krivoarbatskij pereulok è presente il Muro di Coj (in russo Стена Цоя?, Stena Coja), un murale con citazioni delle sue canzoni ed elogi per il lavoro della band.

## Storia

### Garin i giperboloidy
La band è stata formata da membri di due gruppi beat di Leningrado, Palata № 6 e Piligrim; il primo comprendeva Viktor Coj al basso, mentre il secondo era composto dal chitarrista Aleksej Rybin e dal batterista Oleg Valinskij. Coj aveva più volte suonato nei concerti del gruppo Avtomatičeskie udovletvoriteli di Andrej Panov e Rybin suonò per qualche tempo con gli Abzac. Nell'estate del 1981, i tre amici si recarono in vacanza in Crimea, dove a Morskoe presero la decisione di creare un proprio gruppo chiamato Garin i giperboloidy (in russo Гарин и гиперболоиды?, "Garin e gli iperboloidi"), ispirati da romanzo L'iperboloide dell'ingegnere Garin (in russo Гиперболоид инженера Гарина?, Giperboloid inženera Garina) di Aleksej Tolstoj. Come ricordò in seguito Rybin, il nome fu scelto anche perché i nomi dei gruppi rock occidentali, che i musicisti sovietici dell'epoca ascoltavano costantemente, spesso contenevano due o tre parole. Tornati a Leningrado, iniziarono a provare il materiale raccolto da Coj, ma Valinskij fu quasi subito arruolato nell'esercito e lasciò quindi la band.
Nell'autunno del 1981, i musicisti entrarono a far parte del Leningradskij rok-klub e conobbero Boris Grebenščikov, influente rappresentante del rock underground sovietico e fondatore degli Akvarium, che apprezzò a tal punto il lavoro della giovane band da proporre loro di lavorare insieme in studio.
Nel frattempo, la band aveva già effettuato diverse registrazioni che saranno pubblicate ufficialmente in una raccolta nel 2002 intitolata Pervye zapisi(Первые записи).

### Nascita dei Kino e primo album
All'inizio del 1982, Coj e Rybin discussero il nome del gruppo e il titolo nell'appartamento di Gennadij Zajcev insieme a Boris Grebenščikov e ad altri membri degli Akvarium. Si stavano preparando a registrare il loro primo album e avevano bisogno di un titolo semplice formato da una sola parola da mettere in copertina. I musicisti presenti all'incontro esaminarono molte opzioni, ma non arrivarono mai a una decisione definitiva e, mentre tornavano a casa, sulla strada per la stazione della metropolitana Technologičeskij institut I, gli amici notarono l'insegna luminosa del cinema Kinoteatr Kosmonavt. La parola “Kinoteatr”, che brillava sull'insegna, sembrò loro abbastanza appropriata, anche se era stata scartata tra le altre mezz'ora prima. I musicisti, provati dalle discussioni, decisero infine di chiamarsi Kino.
Il nome della band era breve, conciso e "sintetico" (in russo синтетическое?, sintetičeskoe), inteso anche come "artificiale", realizzato dall'uomo. Quando pensarono al nome, le condizioni principali erano la presenza di non più di due sillabe, la popolarità e la pronuncia facile, perché "Garin i giperboloidy" era troppo lungo. La parola “Kino", ovvero "Film", piaceva a Coj per la sua brevità e artificiosità, simile a quella della canzone Aljuminievye ogurcy (in russo Алюминиевые огурцы?, "Cetrioli d'alluminio"), che scrisse nel 1981 basandosi sul lavoro agricolo al quale il musicista era stato mandato durante gli studi a scuola.
L'album di debutto è stato registrato nella Casa dei Pionieri del Krasnogvardejskij rajon, successivamente nello studio AnTrop realizzato da Andrej Tropillo con attrezzature recuperate. Tropillo aveva già avuto modo di osservare Coj e Rybin in una delle feste in appartamento, così subito dopo la registrazione di Treugol'nik degli Akvarium, seguendo la raccomandazione di Grebenščikov, invitò i musicisti a casa sua e iniziò a lavorare alla registrazione del materiale che avevano. Poiché all'epoca i Kino erano formati da solo due persone, Grebenščikov chiese aiuto ai suoi compagni di gruppo - Vsevolod Gakkel' (violoncello), Andrej Romanov (flauto) e Michail Fajnštejn-Vasil'ev (basso). Data l'assenza di un batterista, si decise di utilizzare una drum machine prodotta dalla sovietica Ėlektronika. L'album su nastro che ne risultò conteneva 13 canzoni e prese il nome dalla durata totale prevista in minuti: 45. L'album venne distribuito lentamente attraverso canali non ufficiali e passò quasi inosservato tra i critici musicali contribuì a far conoscere i Kino in una scena musicale che viveva ancora in stato di semiclandestinità. Coj commentò in seguito che “il disco era piuttosto grezzo e non doveva essere pubblicato”.

### Uscita di Rybin dal gruppo
Alla fine del 1982, nello studio del Malyj dramatičeskij teatr, i musicisti tentarono di registrare un secondo album con la partecipazione del batterista Valerij Kirillov (futuro membro degli Zoopark) e dell'ingegnere del suono Andrej Kuskov, ma durante le sessioni Coi non gradì il suono delle percussioni e decise di interrompere la registrazione. In seguito, alcuni frammenti di questo nastro furono inclusi in un'edizione intitolata Neizvestnye pesni Viktora Coja e pubblicata su CD nel 1992. Nell'inverno del 1983 il gruppo tenne diversi concerti a Leningrado e a Mosca, e in alcuni di essi Kino fu accompagnato dal batterista degli Akvarium Pëtr Troščenkov. Rybin iniziò a portare alle prove il bassista Maksim Kolosov e successivamente il chitarrista Jurij Kasparjan. Secondo Grebenščikov, Kasparjan non suonava molto bene la chitarra, ma migliorò rapidamente fino a diventare il secondo membro più importante dei Kino. Il giornalista Evgenij Dodolev scrisse a questo proposito nel 1988:
Con Kolosov e Kasparjan ebbe luogo il secondo concerto sul palco del Leningrad Rock Club. Il pubblico accolse gli esecutori con un po' di sconcerto, poiché il programma dei Kino necessitava di una significativa revisione.
I compiti tra Coj e Rybin erano chiaramente divisi: il primo era responsabile della componente creativa - scrivere i testi e la musica - mentre il secondo si occupava di tutto il lavoro amministrativo, organizzando concerti, prove e sessioni di registrazione. Nel marzo 1983 scoppiò un conflitto tra i due, frutto di numerosi dissapori. Coj, in particolare, era infastidito dal fatto che Rybin eseguisse le sue canzoni a margine e non ne scrivesse di proprie, mentre a Rybin non piaceva la leadership indiscussa di Coj nel prendere tutte le decisioni del gruppo. Alla fine i due smisero di chiamarsi e da allora non si incontrarono più. Dopo lo scioglimento del gruppo, Rybin, su invito di Sergej Ryženko, si recò a Mosca per suonare con il gruppo punk Futbol, e Coj, non avendo più membri nella band, interruppe per qualche tempo l'attività musicale, a causa della quale dovette rinunciare al primo festival del Leningradskij rok-klub.
In seguito venne registrato un album demo che doveva inizialmente essere il secondo album ed esso venne intitolato 46 e si doveva presentare come diretto seguito di 45; esso presentava uno stile più dark del precedente, sempre con toni romantici. L'album conteneva demo di nuove canzoni di Coj registrate nello studio casalingo di Aleksej Višnja, un giovane ingegnere del suono che aveva imparato da Tropillo e Grebenščikov. Coj considerò 46 solo come un nastro di prova creato per esercitare le capacità di Kasparjan, ma Višnja pubblicò il nastro all'insaputa dei musicisti e molti lo considerarono il secondo album dei Kino, nonostante il gruppo stesso non ne abbia mai riconosciuto la legittimità.

### Esibizioni pubbliche
All'inizio del 1984, Coj e Kasparjan iniziarono a registrare il secondo album ufficiale; Grebenščikov svolse nuovamente il ruolo di produttore, chiamando molti dei suoi conoscenti: Aleksandr Titov (basso), Sergej Kurëchin (tastiere), Pëtr Troščenkov (percussioni), Vsevolod Gakkel' (violoncello), Igor' Butman (sassofono) e Andrej Radčenko (batteria). Grebenščikov stesso suonò con un piccolo strumento a tastiera Casiotone. Le registrazioni avvennero nello studio di Andrej Tropillo. 
Nel 1984 uscì Načal'nik Kamčatki (Начальник Камчатки). Il titolo dell'album si riferisce al lavoro che il leader della band Victor Tsoi esercitò per gran parte della sua vita come addetto alle caldaie di un condominio di Leningrado, infatti in russo načal'nik vuol dire "capo" e kamčatki è un termine dialettale per "caldaia".
Lo stile che caratterizzava l'album era il minimalismo, che si manifestava sia negli arrangiamenti sia nella scelta dell'attrezzatura: ad esempio, il suono della chitarra di Kasparjan non veniva modificato attraverso l'overdrive, ma con l'aiuto di un registratore a nastro sovietico Nota per ottenere l'effetto fuzz. All'album parteciparono: Sergej Kurëchin (tastiere), Pëtr Troščenkov (percussioni), Vsevolod Gakkel' (violoncello), Georgij Gur'janov (percussioni) e Igor' Butman (Sassofono); Boris Grebenščikov contribuì suonando il Casio VL-1. Sulla copertina, tra gli altri musicisti, è raffigurato Georgij "Gustav" Gur'janov, che però si unì alla formazione solo alla fine, avendo partecipato alla registrazione di una sola canzone. La stampa rock underground, dopo aver notato delle hit nell'album (Trollejbus, Poslednij geroj, General, Kamčatka, Trankvilizator), criticò "l'atmosfera noiosa". In un'intervista, Coj affermò che "l'album era elettrico e in qualche modo sperimentale nel suono e nella forma. Non posso dire che in termini di suono e stile si sia rivelato come volevamo, ma dal punto di vista della sperimentazione, sembrava interessante”. Načal'nik Kamčatki sarà l'album che li porterà al successo in tutta l'Unione Sovietica e così la band intraprenderà il suo primo tour in tutto il paese.
Terminato l'album, venne creata la formazione “elettrica” dei Kino, che, oltre a Coj, comprendeva Kasparjan (chitarra solista), Titov (basso) e Gur'janov (batteria), e dal maggio 1984 iniziarono a provare attivamente un nuovo programma di concerti. Contemporaneamente i musicisti si esibirono al II festival del Leningrad Rock Club, dove vinsero con grande successo: la loro Ja obʺjavljaju svoj dom (in russo Я объявляю свой дом?) venne nominata come migliore canzone dell'evento. Da allora il gruppo acquisì una certa fama e iniziò a fare tournée regolari in altre città dell'Unione Sovietica. In estate, venne organizzata un'esibizione dei Kino assieme agli Akvarium, Zvuki Mu e Bravo nella cittadina di Nikolina Gora, vicino a Mosca e sotto la stretta sorveglianza delle forze di sicurezza statali, e fu considerata un successo dalla critica.

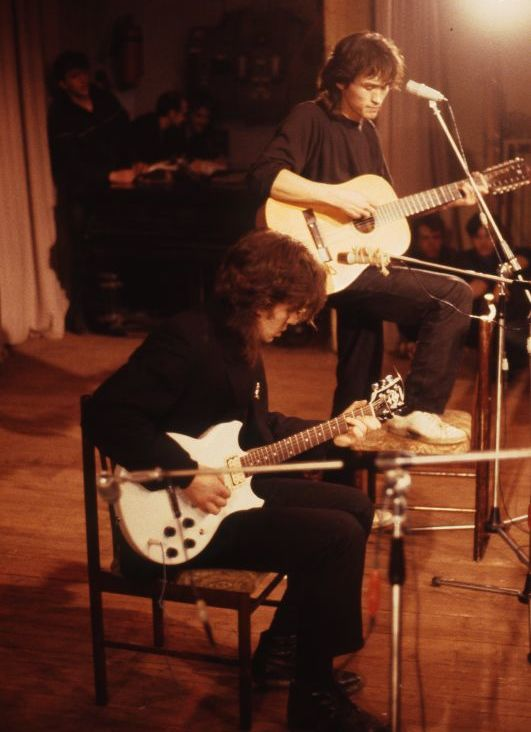
Jurij Kasparjan e Viktor Coj in un concerto a Leningrado, 1986

All'inizio del 1985, il gruppo provò a registrare un altro album, ma Coj non gradì l'eccessiva ingerenza di Tropillo, che cercava costantemente di influenzare il suo lavoro. Le registrazioni furono interrotte e poi continuate a casa di Aleksej Višnja con tre chitarre e una drum machine. Come notato dal giornalista Andrej Burlaka, l'audiocassetta Ėto ne ljubov' si rivelò l'album più ottimista nella storia dei Kino. Boris Grebenščikov non partecipò per tornare a riconcentrarsi sugli Akvarium.
Nel frattempo, Aleksandr Titov non riusciva più a conciliare facilmente il lavoro tra i Kino e i suoi Akvarium, così nel novembre 1985 decise di lasciare i Kino a favore del gruppo di Grebenščikov. Titov fu sostituito dal chitarrista jazz Igor' Tichomirov dei Džungli. Si creò così la formazione classica del gruppo, che rimase invariata fino allo scioglimento.
Nel gennaio 1986, Andrej Tropillo pubblicò una registrazione effettuata nel suo studio qualche mese prima. L'album, intitolato Noč', fu la prima pubblicazione non clandestina dei Kino, essendo stata pubblicata dall'etichetta statale Melodija. Il disco vendette due milioni di copie, rendendo il gruppo famoso ben oltre la comunità rock underground. Ciononostante, gli stessi musicisti furono estremamente contrari alla pubblicazione dell'album, dalle cui vendite non ricevettero un centesimo; anche la stampa rock underground parlò in modo poco lusinghiero dell'album.
Alla fine di febbraio del 1986, il gruppo iniziò a lavorare a un nuovo album nello studio di Višnja; si trattava di canzoni romantiche che il gruppo decise di non suonare nei concerti, come Rjadom so mnoj, Bratskaja ljubov' e Ty obvela menja vokrug pal'ca. Le sessioni di registrazione, tuttavia, non produssero il risultato desiderato e il materiale, in seguito pubblicato come Ljubov' - ėto ne šutka, venne archiviato. A questa decisione contribuì anche alla statunitense Joanna Stingray, produttrice e musicista americana e figura essenziale nella promozione del rock russo in Occidente che regalò un registratore a cassette Yamaha MT-44 a 4 canali aprendo quindi a possibilità prima inaccessibili.
Nella primavera dello stesso anno, la band partecipa al IV Festival del Leningrad Rock Club, dove venne premiata per la canzone Dal'še dejstvovat' budem my (Дальше действовать будем мы).
In estate i musicisti si recarono a Kiev per le riprese del film di Sergej Lysenko Konec kanikul, in cui erano presenti quattro canzoni del gruppo, e tennero un concerto alla Casa degli scienziati della città. A luglio, insieme agli Akvarium e agli Alisa, tennero un concerto al Palazzo della Cultura del Moskovskij institut inženerov transporta. Le tre band, alle quale si aggiunsero gli Strannye igry, affidarono a Joanna Stingray del materiale per la realizzazione di una raccolta per l'estero chiamata Red Wave. L'album, contrabbandato fuori dall'URSS e distribuito in 10 000 copie in California, fu la prima pubblicazione di musica rock sovietica in Occidente. Nel 1987, secondo un sondaggio della rivista RIO, i Kino furono nominati miglior gruppo dell'anno e la loro canzone Sledi za soboj fu nominata canzone dell'anno.

### Il cinema eGruppa Krovi
Tra il 1986 e il 1988, Viktor Coj fu attivo nel cinema: prima in Assa di Sergej Solov'ëv (1987), poi in Igla di Rašid Nugmanov (1988). Recandosi spesso in Kazakistan per le riprese, il lavoro del gruppo veniva molte volte interrotto e vi erano lunghe pause. Jurij Kasparjan, ad esempio, ebbe il tempo di provare con Maksim Paškov, e in seguito partecipò alla registrazione dell'album di debutto Kto zdes'? della band Petlja Nesterova. Coj, trovandosi "nella steppa", continuò a comporre canzoni e nel 1987 trovò il tempo di registrare l'album Gruppa Krovi, considerato dalla maggior parte della critica il lavoro più integro e maturo dei Kino. Le registrazioni furono effettuate a casa di Georgij Gur'janov a Kupčino e, rispetto ai primi album, la band disponeva questa volta di buone strumentazioni, che le permisero di registrare al livello di artisti europei e americani. All'epoca Kasparjan era sposato con Joanna Stingray, che portò dall'estero strumenti come la drum machine Yamaha RX-11, permettendo loro di modificare facilmente non solo il pattern ritmico ma anche i timbri e il volume. L'album segnò una grande passo avanti per la maturità artistica della band e Aleksandr Žitinskij ha definito Gruppa Krovi uno dei migliori album del rock russo, osservando che “eleva il rock russo a un nuovo stadio, quello della coraggiosa responsabilità civile”. L'album rese il gruppo popolare anche in Occidente, con Robert Christgau, editorialista di Village Voice, che lo recensì molto favorevolmente.
Inoltre, durante la partenza di Coj per le riprese di Igla nel 1987, Gur'janov, Kasparjan e Krisanov insieme al duo Novye kompozitory registrarono un progetto collaterale - l'album strumentale Start, pubblicato solo nel 2015.
Il gruppo è apparso sulla televisione centrale sovietica accompagnando un'esibizione di Sergej Kurëchin nel programma Muzykal'nyj ring, e nel 1988 è uscito al cinema il film Assa, nelle cui ultime scene i Kino, esibendosi davanti a un grande pubblico, esegue la canzone Choču peremen! ("Vogliamo cambiamenti!"). Ciò favorì la diffusione della "Kinomania" in tutta l'Unione Sovietica. La visione del mondo dell'eroe romantico delle canzoni di Coj era molto in sintonia con l'umore dei giovani ascoltatori sovietici degli anni ottanta.

### Popolarità in URSS e nel mondo

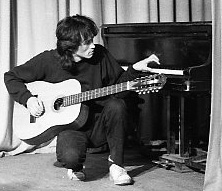
Viktor Coj accorda la chitarra per un concerto acustico, 1986.

Con la popolarità, la band ha iniziato a ricevere inviti da diverse repubbliche socialiste e anche da alcuni Paesi stranieri. Nell'ambito del movimento “Next Stop”, si tenne un concerto di beneficenza in Danimarca, il cui ricavato andò alle vittime del terremoto dell'Armenia del 1988, un concerto al più grande festival rock francese di Bourges e al "Back in the USSR" di Melpignano nel 1989, comune salentino che l'anno precedente aveva ospitato il festival Le idi di marzo con le primi esibizioni dal vivo in occidente di gruppi rock sovietici. Nello stesso periodo, i Kino assunsero Jurij Beliškin come manager professionista, ruolo affidato in precedenza alla moglie di Coj, Marianna. Nel 1989 i musicisti si recarono a New York, dove si tenne la prima proiezione del film Igla e un piccolo concerto.
Il gruppo ricevette l'offerta di registrare una raccolta delle migliori canzoni per il mercato francese. I musicisti si riunirono a Mosca nello studio di Valerij Leont'ev e inviarono i nastri a Parigi, dove fu realizzato Le Dernier Des Héros (in russo Последний герой?, Poslednij geroj), una raccolta di canzoni scritte per gli album precedenti ma registrate con una qualità superiore. Il disco, pubblicato dalla Off The Track Records, venne prodotto dal francese Joël Bastener, un conoscitore della cultura sovietica e molto noto nella ristretta cerchia dei bohémiens moscoviti.
Il 16 novembre, durante l'esibizione della band al concerto commemorativo di Aleksandr Bašlačëv nel Palazzo dello sport Lužniki a Mosca, fu interrotto l'audio e si verificarono disordini. Il 20 novembre si tenne un altro concerto in memoria di Bašlačëv, durante il quale, per la prima volta in URSS, le sedie furono rimosse dalla platea e il palco è stato alzato, come nei concerti di musica rock occidentale. L'esibizione, tuttavia, venne interrotta quando fu riprodotta la canzone di Bašlačëv Vremja kolokol'čikov per indicare la fine del concerto e venne detto al pubblico di lasciare la sala. Il pubblico iniziò a manifestare con toni accessi e violenza il proprio malcontento, ma Coj riapparve sul palco per calmare la folla. Di conseguenza, al gruppo fu vietato di suonare a Mosca per qualche tempo.
Nel 1989 fu pubblicato l'album Zvezda po imeni Solnce (in russo Звезда по имени Солнце?), dalle tematiche più introspettive e dai toni più cupi. Le bozze erano state preparate già nella primavera del 1988 e la registrazione vera e propria fu effettuata alla fine di dicembre nello studio moscovita di Valerij Leont'ev. Il gruppo partecipò al popolare programma televisivo Vzgljad e registrò dei videoclip (per le canzoni Videli noč', V naših glazach, Gruppa krovi, Da'še dejstvovat' budem my e Zvezda po imeni Solnce) che furono trasmessi in rotazione sui principali canali del Paese. Inoltre, i musicisti considerarono l'idea di creare un collettivo pop separato per le canzoni più “leggere”.
(Jurij Kasparjan)
Nel dicembre 1989, Jurij Ajzenšpis, che era stato da poco rilasciato dopo aver scontato una pena detentiva, divenne produttore al posto di Beliškin; in primavera, la band si recò a Tokyo per firmare un contratto di promozione per il Giappone.
A giugno del 1990, la band partecipò al festival MuzĖko-90 di Donec'k e il 24 dello stesso mese suonò allo Stadio Lužniki di Mosca alla fine della celebrazione annuale del giornale Moskovskij Komsomolec. Quella fu l'ultima esibizione dal vivo di Viktor Coj.

### L'ultimo album con Coj e lo scioglimento

Copertina del Čërnyj al'bom, 1990

Nel giugno 1990, terminata una dura stagione di tournée, i musicisti volevano registrare un nuovo album, il cui missaggio era previsto in Francia, ma prima di ciò decisero di prendersi una breve vacanza. Il 15 agosto, mentre tornava da una battuta di pesca, Viktor Coj morì in un incidente stradale al 35° chilometro dell'autostrada Sloka-Talsi, a poche decine di chilometri da Riga, RSS Lettone. La sua morte a 28 anni fu uno shock per l'intero pubblico sovietico; si registrarono diversi suicidi tra i fan e si formò un'intera tendopoli al cimitero Bogoslovskij dove il musicista venne sepolto, che durò per diversi mesi.
Per il nuovo album era pronta solo la canzone Krasno-žëltye dni; molte altre canzoni erano versioni abbozzate con la chitarra acustica di Coj e parti strumentali parzialmente realizzate. In autunno, Kasparjan, Tichomirov e Gur'janov completarono gli arrangiamenti per le registrazioni a quattro canali disponibili nello studio VPTO Videofil'm usando i nastri demo di Coj per le parti vocali, trovati miracolosamente intatti nell'automobile dove il cantante perse la vita. L'album, privo di un titolo vero e proprio, diverrà noto come Čërnyj al'bom per il colore completamente nero della copertina in segno di lutto e col nome della band scritta in bianco.
A dicembre si svolse la prima presentazione al Leningrad Rock Club e nel gennaio 1991, in occasione dell'uscita del Čërnyj al'bom, si tennero una presentazione e una conferenza stampa televisiva al Palazzo della Gioventù di Mosca. Alle domande dei giornalisti risposero Jurij Kasparjan, Georgij Gur'janov, Igor' Tichomirov, Rašid Nugmanov, Marianna Coj, Artemij Troickij, Sergej Bugaev e Jurij Ajzenšpis. In seguito, i Kino decisero di sciogliersi.

### Dopo lo scioglimento
Si presume che nel 1988 Viktor Coj abbia scritto il testo di Deti minut e che fu consegnato all'amico Aleksandr Lipnickij. Secondo quanto dichiarato da Lipnickij, Coj decise di non pubblicare la canzone per non offendere i suoi colleghi musicisti a causa dei molti riferimenti presenti nei versi. Il 20 giugno 1992, la canzone fu eseguita per la prima volta da Aleksej Rybin (uno dei fondatori di Kino) e dal gruppo Atas in un concerto dedicato alla memoria di Viktor Coj. Nel 2010, in occasione del ventesimo anniversario della morte di Coj, Rašid Nugmanov progettò di realizzare un “remix” del suo film Igla del 1988, interpretato da Coj. Quando Lipnickij ne venne a conoscenza, consegnò al regista una copia del testo. Nugmanov, a sua volta, si rivolse a Vjačeslav Butusov, fondatore dei gruppi Nautilus Pompilius e Ju-Piter. Nugmanov scrisse la musica e le parti di chitarra furono eseguite da Jurij Kasparjan. Nugmanov diresse anche il video musicale della canzone Deti minut, proiettato per la prima volta al festival Rok nad Volgoj il 12 giugno 2010.
Georgij Gur'janov chiuse la sua carriera musicale per dedicarsi alla pittura. Morì il 20 luglio 2013 per complicazioni da epatite C e cancro al pancreas all'età di 52 anni. Igor Tichomirov diresse il club Poligon, suonando insieme ad Aleksandr Ljapin, per poi unirsi ai DDT nell'estate del 1995. Jurij Kasparjan, dopo un lungo periodo di silenzio, registrò l'album strumentale Drakonovy ključi (1996), accompagnò più volte Sergej Kurëchin e nell'ottobre 2001, insieme a Vjačeslav Butusov e Oleg Sakmarov fondò la band Ju-Piter, il cui repertorio comprendeva molti successi dei Kino. Nello stesso anno Butusov, insieme a Tichomirov e Kasparjan, registrò l'album Zvëzdnyj padl. Tutti i testi delle canzoni dell'album furono scritti dal poeta Evgenij Golovin; tuttavia, la maggior parte dei recensori criticò il disco per l'ingiustificato sfruttamento della parola “Kino” scritta in grassetto sulla copertina.
Per qualche tempo si è parlato di un revival dei Kino con un nuovo cantante, Bekchan Barachoev: ha cantato con Kasparjan e Tichomirov in due concerti per l'anniversario dei Kino e ha partecipato a diverse registrazioni in studio. Alla fine, però, questo progetto non ha avuto luogo e il cantante ha continuato a esibirsi con il proprio gruppo “Bekkhan”.
Nel 2008, Aleksandr Lipnickij ha realizzato un documentario in tre parti sulla band Kino, intitolato Elovaja submarina. Viktor Coj. Deti minut (in russo Еловая субмарина. Виктор Цой. Дети минут?).
Nel 2010, nell'ambito del concerto 20 let bez Kino, sono state eseguite per la prima volta versioni strumentali sinfoniche delle canzoni della band, con orchestrazioni realizzate da Igor' Vdovin. Il lavoro su un programma completo di concerti è proseguito per due anni: il chitarrista dei Kino Georgij Kasparjan si è unito al progetto con il figlio di Viktor Coj, Aleksandr, come produttore e Oleg Šuncov come batterista. Il progetto Simfoničeskoe Kino (in russo Симфоническое Кино?) è stato presentato il 21 giugno 2012, in occasione del 50º anniversario della nascita di Viktor Coj.
Nello stesso giorno,fu presentata la registrazione di un'ultima canzone intitolata Ataman (Атаман), realizzata usando una vecchia registrazione acustica di Coj risalente al 1990. Di questa canzone fu realizzato un videoclip che ritrae i superstiti del gruppo nella registrazione del pezzo.
Nel 2017 è stato pubblicato l'album live di debutto del progetto, SimfoniK (in russo СимфониК?), registrazione di un'esibizione del 2015 al BKZ Oktjabr'skij di San Pietroburgo. La copertina dell'album è stata creata dal chitarrista dei Kino della seconda metà degli anni ottanta Andrej Krisanov, morto nel 2018 per cancro. Il 18 dicembre 2020, il film del concerto Simfoničeskoe Kino è stato pubblicato come parte del progetto Muzykal'naja gostinaja di Gazprombank.
Nel 2019, Aleksej Rybin fonda il gruppo Garin i Giperboloidy, riprendendo il nome originale dei Kino. Il repertorio del nuovo gruppo si basa su cover di canzoni di Viktor Coj e Mike Naumenko, con Rybin che utilizza solo le canzoni dei Kino a cui è storicamente legato. Nel 2021, i Garin i Giperboloidy di Rybin hanno pubblicato l'album di debutto Ėkstrada, con 5 cover di canzoni dei Kino: Bezdel'nik, Bitnik, General, Mne ne nravitsja gorod Moskva e Prosto hočeš' ty znat'.

### Reunion del 2019

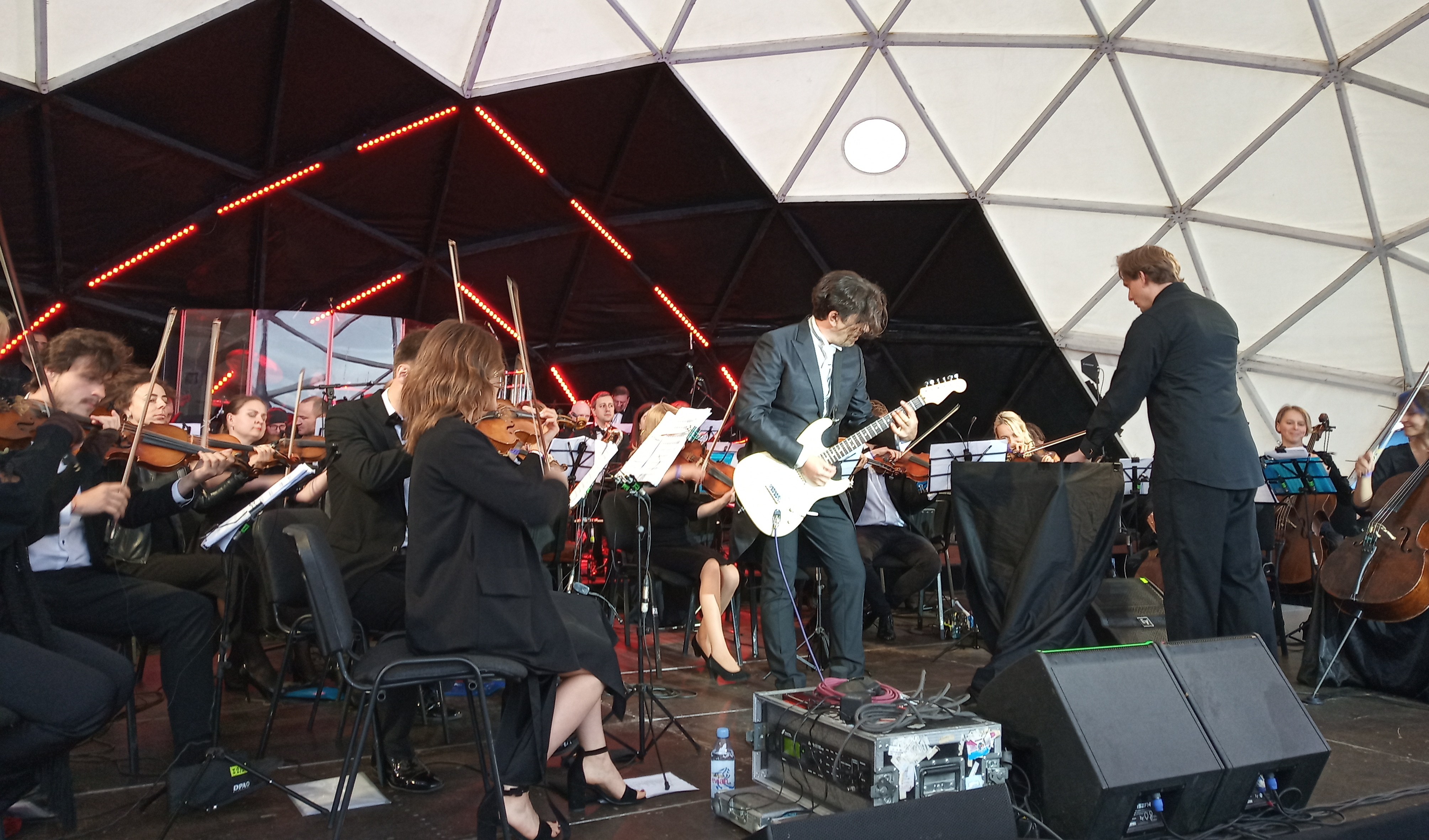
Esibizione del progetto Simfoničeskoe Kino a San Pietroburgo, 2019. La musica è suonata da un'orchestra sinfonica, mentre le parti di chitarra sono eseguite da Jurij Kasparjan

Nel 2019, il figlio di Victor Coj, Aleksander, ha proposto di organizzare dei concerti del gruppo usando la voce del padre da vecchie canzoni, la musica eseguita dal vivo degli ex membri del gruppo insieme a sequenze video. Tichomirov, Titov e Kasparjan sarebbero saliti sul palco, Oleg Šuncov avrebbe suonato le parti di batteria e Dmitrij Kežvatov del gruppo “Tarakany!” avrebbe suonato la chitarra acustica. I concerti erano previsti per il 2020, il 31 ottobre a San Pietroburgo e il 21 novembre a Mosca ma a causa delle restrizioni dovute alla pandemia di COVID-19, sono stati rinviati al 2021.
Il 1 luglio 2020 Jurij Kasparjan ha presentato il suo progetto strumentale YK, con il contributo di Oleg Šuncov. Nell'autunno è stato pubblicato il primo singolo del progetto e il 22 dicembre 2020 si è tenuto il primo concerto online. Il programma si basava su due brani del batterista Georgij Gur'janov - Doktor Mabuze e Riga - e su nuove composizioni di Kasparjan.
Dal 14 al 16 maggio 2021, si sono tenute le prime date dei concerti della nuova band alla CSKA Arena di Mosca; nel 2022, l'esibizione ha vinto il premio "Čartova djužina" di Naše radio come miglior concerto dell'anno. Il 30 marzo 2023, la band ha pubblicato su internet il video del concerto del 15 maggio.
Il 20 ottobre 2020 è stato pubblicato un video musicale per la canzone Poprobuj spet' vmeste so mnoj, che includeva spezzoni del cortometraggio di Sergej Lysenko Konec Kanikul del 1986.
Il 1º marzo 2021 viene pubblicato l'album dal vivo Kino V Danii. Hristanija. Festival' „Next Stop Sovjet“. 14.01.1989 con l'esibizione della band in Danimarca nel 1989.
Il 15 marzo 2021 esce il nuovo album dal vivo della band intitolato Kino v Sevkabele (in russo Кино в Севкабеле?) in cui i membri della nuova formazione eseguono molti successi con un sound “pesante”.
Nel 2022 sono iniziati i preparativi per la seconda parte del tributo Vychod Drakona alla memoria di Rikošet e della band Obʺekt nasmešek. I musicisti dei Kino e l'ex membro degli Obʺekt nasmešek Evgenij Fedorov hanno registrato una nuova versione della canzone Ljubov' k oružiju dall'album Žizn' nastojaščich kovboev (1988).
Nel novembre del 2022, il gruppo ha annunciato l'uscita di un album che comprendeva tutte le registrazioni in studio degli ultimi dieci anni precedenti con sonorità moderne. L'album, intitolato 12_22, è stato pubblicato il 22 dicembre. L'uscita è stata dichiarata come un album in studio, ma il critico Aleksej Mažaev ha osservato in una recensione ha definito il disco come "una compilation che si è sviluppata negli ultimi dieci anni. In questa compilation, i Kino suonano come dovrebbero suonare nel 2023". Il quotidiano Moskovskij komsomolec ha criticato l'assenza di classici come Gruppa krovi, Zvezda po imeni Solnce e Pačka sigaret.
Prima dell'uscita, il 20 ottobre 2022 è stato presentato un video musicale per la canzone Zakroj za mnoj dver' che, come Poprobuj spet' vmeste so mnoj due anni prima, include riprese del film Konec kanikul.
Nel marzo 2024, la band ha pubblicato una nuova registrazione dell'album Ėto ne ljubov' (1985), con il produttore Aleksandr Coj che ha osservato:
I membri originali del gruppo - Jurij Kasparjan, Igor Tichomirov e Aleksandr Titov - si esibiscono dal vivo sul palco con foto, video e talvolta immagini digitali di Coj proiettate sullo schermo dietro di loro.

## Stile musicale
Le canzoni erano tutte scritte da Coj, caratterizzate da una semplicità poetica e uno stile post-punk e new wave, anche se Coj aveva più volte associato il proprio genere musicale alla musica beat e al pop.
I membri del gruppo osservavano con attenzione e interesse lo sviluppo della musica in Occidente e cercavano di applicare nel processo creativo quanto di più interessante avevano ascoltato. Le canzoni si distinguevano sempre per l'abbondanza di fresche trovate melodiche, i testi romantico-eroici erano giustapposti a schizzi realistici della natura, all'ironia e all'umorismo sardonico. Secondo Anatolij Gunickij, lo stile di Kino ricordava la maturità dei T. Rex per la ritmica e il laconismo delle parti strumentali, oltre che per le melodie memorabili e ammalianti.
I testi toccano il più delle volte i problemi di un uomo che si confronta con le circostanze che lo circondano: un editorialista della rivista Rovesnik ha paragonato la musica di Coj al grido di rabbia di un "partigiano urbano" che odia il mondo corrotto in cui è costretto a vivere. Ciononostante, tutte le canzoni sono lontane dagli slogan politici; alla domanda sulla mancanza di temi socio-politici, Coj rispose che trattava le sue canzoni come opere artistiche e non come pubblicità o propaganda.
I temi affrontati riguardavano l'amore, la guerra, come nel brano Gruppa Krovi e il desiderio di libertà; il tema di tipo politico era presente solo in poche canzoni come Mama Anarchija (Мама Анархия), contenuto nell'album Noč' del 1986 e Peremen, scritto tra il 1985 e il 1986 in riferimento al clima di cambiamenti nello Stato sovietico a seguito dell'elezione del presidente Michail Gorbačëv. Nel primo album della band, 45, il sound risulta, cosa rara per un gruppo agli esordi e con pochi mezzi a disposizione, già sorprendentemente ben strutturato, l'impiego di strumenti quali il flauto (che ha un ruolo preminente nel brano Moi druz'ja) o il glockenspiel fanno virare spesso il disco verso sonorità quasi progressive. Il canto di Coj risulta già molto espressivo e soprattutto vario, presentando coloriture vocali che avrebbe poi abbandonato negli album successivi, passa dal tono sommesso e sognante di Derevo (Дерево) a quello solare di Prosto chočeš' ty znat' (Просто хочешь ты знать) alle asprezze di Kogda-to ty byl bitnikom (Когда-то ты был битником). Di grande efficacia sono le chitarre che contribuiscono fortemente al mood e anche al ritmo dei brani mettendo le percussioni in secondo piano; notevoli poi sono gli intrecci tra chitarre acustiche (un esempio è in Бездельник) o tra chitarra acustica e chitarra elettrica (Bezdel'nik 2) che vanno a creare una trama melodica particolarmente raffinata. I testi erano incentrati sulla vita e sulle esperienze di Coj; si parla di rapporti di amicizia, di infatuazioni, di tentativi di superare una esistenza difficile, ma a volte vengono anche solo raccontati dettagli di vita urbana, si pensi al brano Električka (Электричка), il cui titolo è il nome in russo del treno elettrico suburbano, ove Coj è particolarmente abile nel tratteggiare un quadro di grande realismo.
Le sonorità della band sono ispirate dallo stile post-punk e new wave e in particolare di band occidentali come i The Cure, The Smiths, R.E.M, The Sisters of Mercy, i Joy Division e il suo leader Ian Curtis, al quale Coj si ispirava per la sua vocalità.
Lo stile di Coj è stato anche influenzato dai suoi conoscenti, i musicisti dei gruppi Akvarium, Zoopark e Televizor, ed è nota l'influenza reciproca con il gruppo Alisa.
Le movenze sul palco erano ispirate a quelle di Bruce Lee nei suoi film e venivano spesso rivisitate dai membri della band durante le visite agli amici.

## Kinomanija

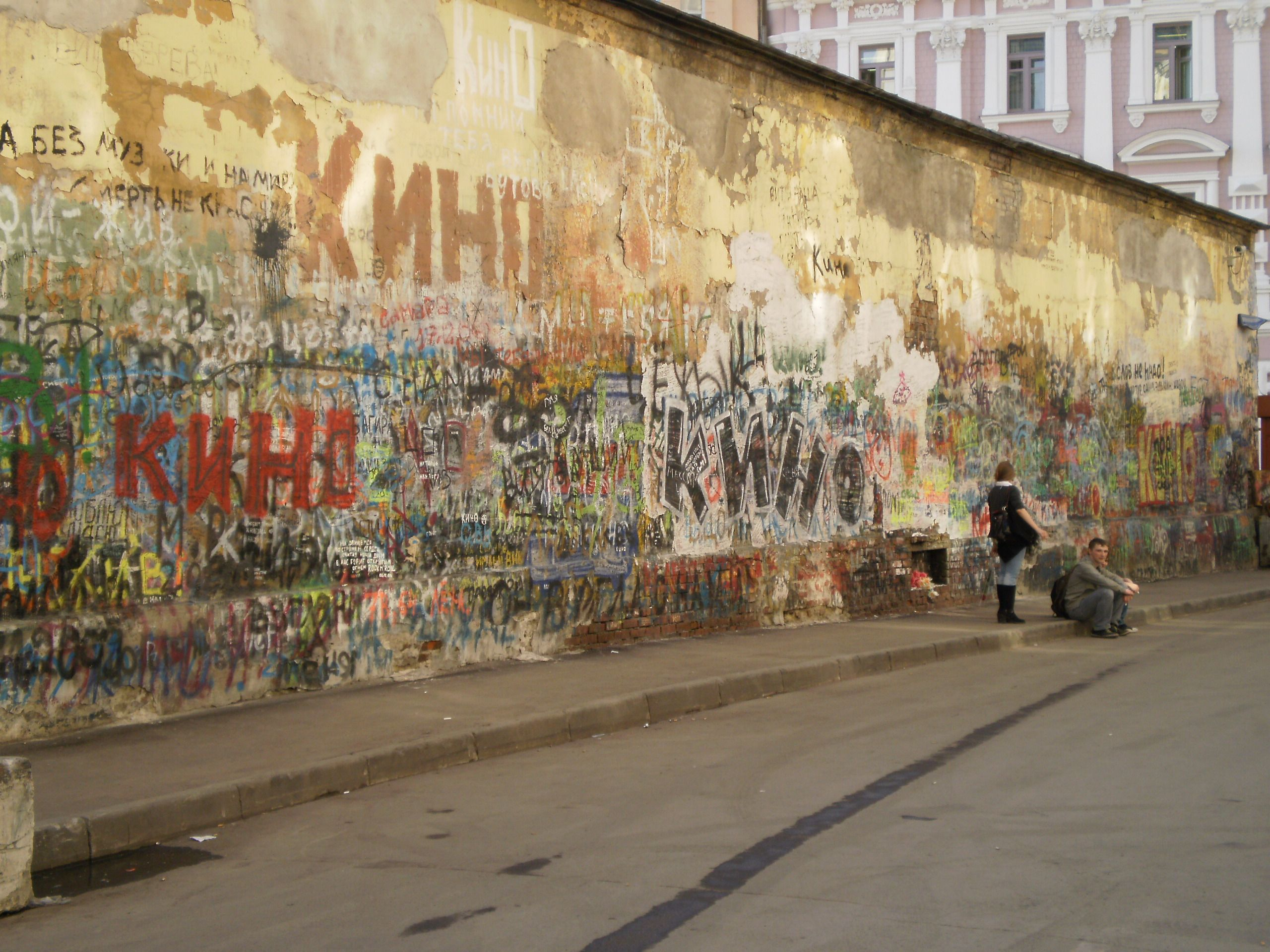
Il muro di Coj a Mosca,

Le canzoni di Kino rimangono tuttora popolari tra i fan del rock russo. Si ritiene che la morte di Coj abbia addirittura contribuito alla popolarità della band, creando una sorta di "culto dell'eroe tragicamente scomparso". Tuttavia, l'incidente avvenne all'apice della popolarità di Kino, che catalizzò il fenomeno della “Kinomanija” (Киномания). Al Krivoarbatskij pereulok a Mosca è apparso un “muro di Coj”, che i fan della band hanno dipinto con scritte come “Kino”, “Coj è vivo”, oltre a citazioni di canzoni e dichiarazioni d'amore per il musicista. I rappresentanti delle autorità e alcune organizzazioni informali hanno ripetutamente cercato di ridipingere il muro, ma fino ad oggi molti fan provenienti da tutta la Russia e dai Paesi limitrofi continuano a visitarlo portando fiori, appendendo poster e aggiungendo nuove scritte.
Anche la caldaia Kamčatka a San Pietroburgo (ulica Blochina 15), dove Coj lavorò come fuochista per più di un anno (dall'autunno 1986 al gennaio 1988), è diventata meta di pellegrinaggio. Nel 2001 l'edificio è stato acquistato da una società commerciale intenzionata a rimuovere il seminterrato, ma l'allora governatrice di San Pietroburgo Valentina Matvienko ha ordinato la conservazione del locale caldaie e la creazione di un museo di Viktor Coj finanziato dal comune.
Il lago Tel'bin di Kiev, dove è stato girato Konec kanukul, è una meta importante per i fan ucraini.
Nell'estate del 2011, in occasione del 30º anniversario della rock band, nel villaggio di Morskoe in Crimea dove nel 1981 sorgeva la tenda dei futuri musicisti della band presso il Sudakskij rok-klub, è stata installata una targa commemorativa a forma di chitarra.

## Influenza culturale
I Kino hanno esercitato una grande influenza sulla formazione di molti giovani gruppi sovietici e post-sovietici. I musicisti che hanno conosciuto Viktor Coj personalmente o che erano semplicemente fan della sua band hanno espresso il loro rispetto non solo nelle interviste, ma anche direttamente nella loro produziione. Un esempio è il progetto KINOproby (КИНОпробы), un doppio album tributo composto da cover eseguite dai gruppi e dalle star più famose dei Paesi post-sovietici, come Akvarium, Zemfira, Leningrad, Mumij Troll', Zdob și Zdub, Korol' i Šut, Vopli Vidopliassova e Bi-2 . L'album è stato pubblicato nell'autunno del 2000 ed è stato accompagnato da grandi concerti negli stadi di Mosca e San Pietroburgo.
(Artemij Troickij)
Konstantin Kinčev, che era amico di Coj, esegue spesso Pesnja bez slov, Trankvilizator e Spokojnaja noč' ai concerti dei suoi Alisa e nel 2008 ha dedicato l'intero album Pul's chranitelja dverej labirinta alla sua memoria.
Il'ja Čërt, leader dei Pilot, ha affermato che l'album del 2006 Č/b è stato volutamente registrato nello stile dei Kino, sostenendo che in Russia "ci sono migliaia di band che copiano i Nirvana" e preferendo quindi mantenere viva una musica "dalle radici russe". Nel 2000, Rikošet, leader del gruppo Obʺekt nasmešek, ha pubblicato una raccolta di remix di brani tratti da Poslednij geroj intitolata Viktor Coj: Pečal'.
Nell'ottobre 2010 si è svolto a Mosca e a San Pietroburgo il festival 20 let bez „Kino“, dove le loro canzoni sono state riproposte dai principali gruppi rock del paese come Alisa, Ju-Piter, Korol' i Šut, Piknik, Kukryniksy, Pilot e altri ancora.
Il 16 dicembre 2010, il Crocus City Hall ha ospitato il concerto Muzyka „Kino“ dlja orkestra, durante il quale la Globalis Symphony Orchestra, con la partecipazione di Kasparjan, ha eseguito 30 composizioni del gruppo in versione orchestrale con gli arrangiamenti di Igor' Vdovin.
Il 31 dicembre 1999 Naše radio ha annunciato la lista delle "100 migliori canzoni del rock russo del XX secolo", compilata sulla base della scelta degli ascoltatori della radio: i Kino sono presenti con dieci canzoni (Gruppa krovi, Zvezda po imeni Solnce, V našich glazach, Poslednij geroj, Choču peremen!, Pačka sigaret, Spokojnaja noč', Vos'miklassnica, Vojna e Zakroj za mnoj dver') e al primo posto vi è la loro Gruppa krovi. Komsomol'skaja Pravda, in base a un sondaggio tra i lettori, ha nominato i Kino il secondo gruppo più influente nella storia del rock russo. Inoltre, nel 2007 Gruppa krovi è stata inclusa nell'elenco delle “40 canzoni che hanno cambiato il mondo” secondo i redattori dell'edizione russa della rivista Rolling Stone.
Nell'aprile 2011, Oleg Tinkov, noto uomo d'affari russo, ha acquistato i diritti della canzone Dal'še dejstvovat' budem my per una nuova campagna pubblicitaria della sua banca Tinkoff Credit Systems; la canzone è diventata l'inno aziendale della banca e la frase stessa è diventata lo slogan. Inoltre, la canzone viene suonata durante il programma televisivo Biznes-sekrety s Olegom Tin'kovym. Secondo alcune fonti, il valore dell'accordo era di un milione di dollari, anche se lo stesso imprenditore ha parzialmente smentito questa informazione sul suo blog.

## Formazione
- Viktor Coj (Виктор Цой) – voce principale, chitarra ritmica, occasionalmente basso (1981-1990) (deceduto nel 1990)
- Jurij Kasparjan (Юрий Каспарян) – chitarra solista (1983-1990)
- Igor' Tichomirov (Игорь Тихомиров) – basso, contrabbasso (1986-1990)
- Georgij Gur'janov (Георгий Гурьянов) – percussioni, drum machine (Yamaha RX-5) (1986-1990) (deceduto nel 2013)

### Ex membri
- Aleksej Rybin (Алексей Рыбин) – chitarra (1981-1983)
- Aleksandr Titov (Александр Титов) – basso (1983-1986)
- Aleksej Višnja – drum machine e produzione (1985-1986)
- Boris Grebenščikov – chitarra, drum machine, percussioni, Casio VL-1 (1982-1985)
- Olev Valinskij – percussioni (1981-1982)
- Michail Vasilev – drum machine (1982-1983)

### Collaboratori negli album
- Sergej Kurëchin (tastiere) (Načal'nik Kamčatki)
- Pëtr Troščenkov (percussioni) (Načal'nik Kamčatki)
- Vsevolod Gakkel' (violoncello) (45, Načal'nik Kamčatki)
- Georgii Gur'janov (percussioni) (Načal'nik Kamčatki)
- Igor' Butman (sassofono) (Načal'nik Kamčatki, Noč')
- Andrej Romanov (flauto) (45)
- Andrej Tropillo (flauto, corista e produzione) (45 e Noč' )
- Mladšie brat'ja (cori) (Noč')
- Andrej Sigle (tastiere) (Gruppa Krovi)
- Igor' Veričev (rumore) (Gruppa Krovi)
- Aleksej Višnja (produzione per il mercato sovietico) (Gruppa Krovi)
- Joanna Stingray (produzione per il mercato americano) (Gruppa Krovi)
- Jurij Beliškin (produzione) (Zvezda po imeni Solnce)
- Jurij Ajzenšpis (produzione) (Černyi al'bom)

Cronologia

## Discografia

### Album in studio
- 45 (1982)
- Načal'nik Kamčatki Начальник Камчатки (1984)
- Eto ne ljubov'... Это не любовь.. (1985)
- Noč' Ночь (1986)
- Gruppa Krovi Группа крови (1988)
- Zvezda po imeni Solnce Звезда по имени Солнце (1989)
- Černyi al'bom Чёрный альбом (1990)

### Compilation e demo
- The Unknown Songs of Viktor Tsoi Неизвестные песни Виктора Цоя (1982)
- 46 (1983)
- Red Wave: 4 Underground Bands from the USSR (1986)
- The Last Hero Последний Герой (1989)
- The Greatest Hits Лучшие Песни (2001)
- Kino in Film Кино в кино (2002)
- The Story of This World История Этого Мира (2002)
- The Final Recordings Последние записи (2002)

### Live
- Live at the Rock Club Концерт в Рок-Клубе (1985)
- Live in Dubna Концерт в Дубне (1987)
- The Acoustic Concert Акустический концерт (1988)

### Film
- Assa (1987)
- Igla (1988)
- Belva di guerra (1988) - il brano Trollejbus è suonato alla radio.
- Sёstry (2001)
- Plutonio 239 - Pericolo invisibile (2006)
- Durak (2014)
- Summer (2018)

### Videogiochi
- Grand Theft Auto IV (2008) - il brano Gruppa krovi appare in Vladivostok FM, radio russa del gioco.
- Metro Exodus (2019)
- Atomic Heart (2023)